# Jitterbug

Tanečníci jitterbugu roku 1939

Jitterbug [výsl.:džitrbag] je druh swingového tance. Vyvinul se z něj jive a ovlivnil i vznik rokenrolového tance. Měl blízko k Lindy Hop, nebyl však tak akrobatický a umožňoval tudíž se zapojit i netrénovaným tanečníkům. Vznikl ve Spojených státech amerických v 1. polovině 20. století. Pojmenování tance je často připisováno jazzovému zpěvákovi Cabu Callowayovi (jenž roku 1934 nahrál píseň Call of the Jitter Bug), ovšem pojem zřejmě vznikl dříve, ve slangu amerických předměstí. Zejména původ slova jitter je ovšem záhadný, nejčastěji se uvažuje o vzniku ze slovního spojení "gin and bitter". Bug zřejmě odkazuje na štěnici, buď na její pohyb, anebo opět na její "nasávání". Velmi rozšířený se stal tanec za druhé světové války, kdy byla v USA uvalena daň na taneční sály a začalo se masově tančit před podniky na ulicích a do zábavy se začaly spontánně zapojovat nové skupiny lidí, kteří by dance hally předtím nenavštívili. Ti si zavedené, často náročné, tance, upravovali a zjednodušovali. Zároveň tanec američtí vojáci v té době rozšířili zejména do Tichomoří, na konci války pak i do Evropy. V americké televizi se prvně objevil roku 1957, v pořadu American Bandstand na ABC. V češtině není pojem příliš zaveden, proto byla například kniha Toma Robbinse Jitterbug Parfume z roku 1984 přeložena jako Parfém bláznivého tance. O tom, že i čeští milovníci jazzové hudby měli o tomto fenoménu povědomí, však svědčí například zmínka o jitterbugu v jedné z raných písní Jiřího Suchého Zlomil jsem ruku tetičce, jež si získala popularitu během jeho vystupování s kapelou Akord club v pražské Redutě v polovině 50. let.